# Gunther Sieg
Gunther Sieg (* 30. Juni 1936 in Münster; † 9. Januar 2008 in Lengerich) war ein deutscher Politiker und ehemaliger Landtagsabgeordneter (SPD).

## Leben und Beruf
Nach dem Besuch der Volksschule und des Gymnasiums mit dem Abschluss Abitur studierte er an der Universität Münster  Rechtswissenschaften. Er legte das erste und zweite Staatsexamen ab und arbeitete beim Landschaftsverband Westfalen-Lippe und als Rechtsanwalt.
Mitglied der SPD wurde Sieg 1964. Er war in zahlreichen Parteigremien vertreten, u. a. als stellvertretender Unterbezirksvorsitzender.

## Bürgermeister
Gunther Sieg war von 1969 bis zur Kommunalreform 1974 Bürgermeister der alten Stadt Tecklenburg.
In der durch die Kommunalreform neu gebildeten Stadt Tecklenburg war er von 1979 bis 1984 Bürgermeister.

## Abgeordneter
Vom 29. Mai 1980 bis zum 2. Juni 2005 war Sieg Mitglied des Landtags des Landes Nordrhein-Westfalen. Er wurde jeweils im Wahlkreis 097 Steinfurt III direkt gewählt. Zur Landtagswahl 2000 trat er ein letztes Mal an und konnte das Mandat gegen seinen Mitbewerber Wolfgang Kölker von der CDU verteidigen.
Von 1963 bis 1989 war Sieg Mitglied des Rates der Stadt Tecklenburg und gehörte von 1968 bis 1975 dem Kreistag des Kreises Tecklenburg sowie von 1975 bis 1981 dem Kreistag des Kreises Steinfurt an.

## Sonstiges
Sieg war Mitglied der zwölften Bundesversammlung, die am 23. Mai 2004 den Bundespräsidenten Horst Köhler wählte.